# L'Antéchrist (Nietzsche)
 (juin 2017).
Pour les articles homonymes, voir Antéchrist (homonymie).
L'Antéchrist, Imprécation contre le christianisme (Der Antichrist. Fluch auf das Christentum) est un livre écrit par le philosophe allemand Friedrich Nietzsche et publié en 1896. Le livre a été faussement présenté comme le premier livre de l’Inversion des valeurs, puisque Nietzsche avait en fait décidé que ce texte serait toute l'Inversion.
En fait, le titre peut être traduit en français à la fois par « L'Anti-Christ » ou par « L'Anti-chrétien » ; d'après le contenu du livre, il est probable que l'auteur sous-entende les deux sens. D'après Ecce homo, on peut supposer que l'Antéchrist est Dionysos, dieu qui symbolise pour Nietzsche l'antithèse de l'interprétation chrétienne de l'existence.

## Analyse de l’œuvre
Le thème de ce livre est l'avenir de l'homme et cet avenir est analysé à la lumière de l'histoire des valeurs occidentales qui se sont largement diffusées dans le monde. Selon Nietzsche, ces valeurs compromettent les progrès de l'humanité car elles sont fondées sur la haine et le fanatisme faisant partie de la morale chrétienne ; la valeur essentielle de ce système du ressentiment est la pitié qui juge la vie d'un point de vue pessimiste (« À quoi bon ? » « Pourquoi souffrir ? » « Il y a une vie meilleure qui justifie celle-ci ».). Nietzsche pose alors la question de savoir s'il existe une réponse à cette interprétation dépréciatrice de la souffrance de l'existence. Les concepts par lesquels Nietzsche répond à ces questions (Volonté de puissance, Éternel Retour, Surhomme) ne sont pas évoqués explicitement dans ce texte, et Nietzsche se concentre principalement sur la critique de la falsification chrétienne des valeurs.

### La pitié, négation de lavie
Nietzsche analyse la place du christianisme dans l'histoire de la genèse des valeurs occidentales. Il oppose la falsification opérée par les prêtres sur le message du Christ au système de castes des sociétés aristocratiques. Sa thèse est que, malgré la violence et la barbarie de ces sociétés, ce sont elles qui permettent de parvenir à une valorisation de la culture, par un processus d'intériorisation dans lequel les anciennes hiérarchies prennent une forme spirituelle. Le christianisme, au contraire, en posant l'égalité absolue entre les hommes, interdit tout désir de distinction, et partant, abaisse l'homme et empêche le processus de sublimation des pulsions condamnées par la morale : il tend alors à maintenir l'homme dans la barbarie. Au lieu de stimuler l'activité de l'homme, au lieu de chercher à accroître son sentiment de puissance qui pourrait trouver à se satisfaire dans l'art et la pensée, et la morale moderne (incarnée par Schopenhauer), le christianisme, en se fondant sur la pitié, met en valeur un sentiment qui entretient la misère humaine et rend l'existence humaine plus malheureuse que ce qu'elle pourrait être. C'est pourquoi Nietzsche condamne avec virulence la pitié des faibles et les valeurs fondées sur elle, parce qu'il estime que la pitié est un instrument de combat contre l'affirmation de la vie, le bonheur terrestre, et la joie d'être soi : de ce fait, la pitié est une négation de la vie.

### Le type deJésuset sa récupération
La partie la plus longue du livre est consacrée à une description du type du Christ, c'est-à-dire à une généalogie des pulsions permettant de comprendre l'origine des valeurs qu'il a prêchées. Nietzsche présente un Christ dont toute la vie intérieure consistait en la « béatitude dans la paix, dans la gentillesse, dans l'incapacité à l'hostilité. » (§29). Nietzsche critique avec virulence les institutions organisées du christianisme, en particulier les prêtres. L'évangélisme de ce Christ est fondé sur la Bonne Nouvelle selon laquelle le royaume de Dieu est en nous. « Quelles sont les bonnes nouvelles ? La vraie vie, la vie éternelle est trouvée - elle n'est pas promise, elle est là, elle est en vous : comme la vie vécue dans l'amour… » (§29) « Le péché, et toute sorte de relation distante entre Dieu et l'homme, sont abolis - Précisément ceci est la bonne nouvelle » (§33) ; « Les bonnes nouvelles sont précisément le fait qu'il n'y ait plus d'oppositions… » (§ 32).
Nietzsche ne s'oppose pas à Jésus, dont il dit qu'il est le « seul vrai chrétien ». Pour Nietzsche, l'institution éponyme, chrétienne, est à la fois ironique et hypocrite. Nietzsche associe le christianisme au judaïsme : "il [le christianisme] n’est point un mouvement de réaction contre l’instinct sémitique, il en est la conséquence". Il est donc possible de voir dans ce texte une forme d'antisémitisme derrière la critique que fait Nietzsche du christianisme. On retrouve d'ailleurs dans ce texte des clichés antisémites classiques : "le cynisme logique du rabbin", "la falsification radicale de tout ce qui est nature" 
La référence à l'Antéchrist n'est pas directement adressée à l'Antéchrist biblique mais est plutôt une attaque contre la « morale d'esclave » et l'apathie du christianisme occidental. La thèse majeure de Nietzsche est que le christianisme tel qu'il le perçoit en Occident est un poison pour la culture occidentale et une perversion des mots et des pratiques de Jésus (lequel est décrit comme un mystique mais sincère, contrairement aux prêtres qui ont récupéré sa figure). Cette perversion a notamment selon lui servi à abattre de l'intérieur l'Empire romain, et a alors déterminé la plus grande partie de l'histoire occidentale qui repose ainsi sur des valeurs nées du ressentiment.
À la lumière de cette thèse, le titre controversé exprime en premier lieu l'animosité de Nietzsche envers le christianisme en tant que tel. Dans ce livre, Nietzsche est très critique envers la religion institutionnalisée et la classe des prêtres, de laquelle il descend pourtant. La majorité du livre est ainsi une attaque systématique, logique et détaillée des interprétations des mots du Christ par saint Paul et ceux qui l'ont suivi.
« Saint Paul déplaça tout simplement le centre de gravité de toute l'existence, derrière cette existence — dans le “mensonge” de Jésus “ressuscité”. »
Il est toutefois à noter que Nietzsche, bien que respectueux des méthodes et des pratiques de Jésus, représente l'antithèse des enseignements de Jésus concernant la passivité. Mais Jésus, pour Nietzsche, par sa passivité même, son « idiotie » morale, était un homme délivré du ressentiment. C'est pourquoi, dans une certaine mesure, le titre « Antéchrist » se réfère également à la relation philosophique ambigüe entre Jésus et Dionysos : alors que Dionysos est passif et affirmateur face aux déchirements de la réalité, le Christ est seulement passif, mais exempt de toute haine du monde.

### La falsification religieuse des valeurs
Mettant en lumière la récupération de la figure de Jésus, Nietzsche analyse à plusieurs reprises la nature du mensonge, dans la perspective de l'affirmation de la vie :
« — J'appelle mensonge ne point vouloir voir certaines choses que l'on voit, ne point vouloir voir quelque chose comme on le voit : il importe peu, si oui ou non, le mensonge a eu lieu devant des témoins. Le mensonge le plus fréquent est celui qu'on se fait à soi-même ; mentir aux autres n’est qu’un cas relativement exceptionnel. — Mais ne point vouloir voir ce qu’on voit, ne point vouloir voir comme on voit, ceci est condition première pour tous ceux qui sont d'un parti, dans tous les sens du terme ; l'homme de parti devient nécessairement un menteur. »
Le mensonge est ainsi une conviction qui refuse de s'affronter au réel. La religion et la morale sont fondées sur ce refus, et remplacent la causalité naturelle par une causalité spirituelle, i.e. téléologique et théologique qui rend la vie dépendante d'une sphère de valeurs transcendant le monde.
Le mensonge est pour Nietzsche non seulement le fondement de la religion chrétienne, mais il est devenu inconscient, instinctif, il est devenu un instinct théologique qui pousse à interpréter l'existence d'après des causes, des effets et des êtres imaginaires :
« Dans le christianisme, ni la morale, ni la religion ne touche à un point quelconque de la réalité. Rien que des causes imaginaires (« Dieu », « l'âme », « moi », « esprit », « libre arbitre » — ou même l'arbitre qui n'est « pas libre ») ; rien que des effets imaginaires (« le péché », « le salut », « la grâce », « l'expiation », « le pardon des péchés »). Une relation imaginaire entre les êtres (« Dieu », « les Esprits », « l'âme ») ; une imaginaire science naturelle (anthropocentrique ; un manque absolu du concept des causes naturelles); une psychologie imaginaire (rien que des malentendus), des interprétations de sentiments généraux agréables ou désagréables, tels que les états du grand sympathique, à l'aide du langage des signes d'idiosyncrasies religieuses et morales, — (« le repentir », « la voix de la conscience », « la tentation du diable », « la présence de Dieu ») ; une téléologie imaginaire (« le règne de Dieu », « le jugement dernier », « la vie éternelle »). »
Cet instinct de falsification n'est pas seulement le fait des prêtres ; l'instinct de théologien est également caractéristique de la plupart des philosophes occidentaux et des idéalistes, ce qui revient à dire que c'est la quasi-totalité de la civilisation européenne qui est mensongère. L'homme moderne s'est incorporé les bases théologiques de la religion, même quand il rejette, en apparence, le Dieu chrétien. Dans cette perspective, la question de la vérité a toujours été évitée :
« Tant que le prêtre passera encore pour une espèce supérieure, le prêtre, ce négateur, ce calomniateur, cet empoisonneur de la vie par métier, il n'y a pas de réponse à la question : qu'est-ce que la vérité ? La vérité est déjà placée sur la tête si l'avocat avéré du néant et de la négation passe pour être le représentant de la vérité... »
L'égalitarisme, la démocratie, le socialisme, le féminisme, mais également toutes les idéologies qui utilisent l'enthousiasme que peut susciter la morale (le nationalisme, l'antisémitisme), sont pour Nietzsche des idéologies mensongères issues de cet instinct idéaliste.

### UneInversion des valeurspolémique
Dans cette lutte contre le mensonge religieux qui a dominé l'Occident et le domine encore sous d'autres formes, Nietzsche est amené à formuler des propos polémiques violents, surtout lorsqu'il exprime les valeurs qu'il pense susceptibles de renverser l'ancien ordre mensonger de la morale et de la religion. L'Antéchrist contient ainsi quelques phrases que les opposants à Nietzsche citent pour démontrer la brutalité de la pensée de Nietzsche ; par exemple, au début du livre, Nietzsche écrit :
« Les faibles et les ratés doivent périr : c'est le premier principe de notre charité. Et on devrait les aider en cela. »
Pour ses opposants, une telle phrase a un sens évident : Nietzsche propose, à la lettre, un programme de destruction des « faibles » et des « ratés ». Ce serait là le dernier mot de l’Inversion des valeurs, de l'opposition aux valeurs morales issues de la falsification chrétienne du monde.
Plusieurs commentateurs de Nietzsche ont cependant une autre interprétation de ce passage ; pour eux, en effet, ce devoir de suppression des « faibles et des ratés » n'est pas physique mais idéologique. La phrase de Nietzsche ne contient en effet a priori aucune indication sur la manière dont les « faibles » et les « ratés » devraient périr, et on ne sait pas immédiatement ce que Nietzsche entend par ces deux mots ; il serait donc arbitraire de supposer un sens là où il est encore à déterminer. L'interprétation doit donc reposer sur le sens que Nietzsche donne aux mots de cette phrase dans d'autres passages : un raté est un homme dont les valeurs sont issues du ressentiment, de la haine, c’est un homme qui, souffrant de la réalité, de la vie, trouve à se venger par des compensations qui lui permettent d’avilir ce qu’il déteste. Les mots "faible" et "raté" se rapportent donc à des valeurs, à des perspectives sur l’existence, en particulier des perspectives fondées sur la pitié :
« Qui donc a seul des raisons pour sortir de la réalité par un mensonge ? Celui qu'elle fait souffrir. Mais souffrir, dans ce cas là, signifie être soi-même une réalité manquée… La prépondérance du sentiment de peine sur le sentiment de plaisir est la cause de cette religion, de cette morale fictive : un tel excès donne la formule pour la décadence… »
C'est donc l'interprétation de la souffrance comme objection contre la vie que Nietzsche condamne : le raté, l'homme manqué, est d'abord celui qui se juge comme tel, et qui juge l'existence d'après un système de valeurs dont le but est de soulager la souffrance en dépréciant le monde et les hommes. C'est pourquoi Nietzsche, en faisant le portrait d'un Christ passif face à la réalité mais qui ne transforme pas cette passivité en ressentiment, valorise la figure de Jésus : le type du Christ a montré la possibilité d'un bouddhisme européen, susceptible de transformer la lassitude de vivre en un mouvement pacifiste («…il n'y [a] plus d'oppositions », voir plus haut). En revanche, le type du « raté » transforme sa décadence en désir de vengeance : ce qui se traduit par la volonté fanatique d'imposer des valeurs combattant tous ceux qui sont heureux de vivre, tous ceux qui ne sont pas décadents, qui ne se sentent pas « ratés ».
Mais Nietzsche n'estime pas qu'il faille détruire les faibles et les ratés, car les valeurs de ceux-ci s’autodétruisent déjà d'elles-mêmes parce qu'elles sont en contradiction avec la réalité. En effet, la pitié, que Nietzsche attaque dans ce livre, est une négation du vouloir-vivre : aussi l'évaluation pessimiste de l'existence (voir Schopenhauer), est inconséquente, car prise au sérieux, elle est une volonté de néant :
« Déclarer la guerre, au nom de Dieu, à la vie, à la nature, à la volonté de vivre ! Dieu, la formule pour toutes les calomnies de l' « en deçà », pour tous les mensonges de l' « au-delà » ! Le néant divinisé en Dieu, la volonté du néant sanctifiée !… ».
C'est le sens de la phrase : « Périssent les faibles et les ratés ! », qui pourrait être exprimée d'une manière moins brutale pour en faire ressortir l'ironie noire : « Si vous estimez que la vie ne vaut rien, qu'elle n'est que souffrance digne de pitié, pourquoi donc tenez-vous encore à elle au point de ne pas envisager d'y mettre un terme ! »
Dès lors, quand Nietzsche parle de les y aider, il entend mettre en lumière cette inconséquence, la porter à la conscience afin que chacun puisse en juger avec probité : la contradiction doit éclater au grand jour et provoquer une décision individuelle pour ou contre le nihilisme de la pitié. Dans ce but, il ne s'agit pas de s'attaquer à des personnes physiques, mais à des valeurs que Nietzsche estime malhonnêtes. Comment alors supprime-t-on les faibles et les ratés ? on supprime les faibles et les ratés en supprimant un système de valeurs, en le réfutant et en lui opposant un autre système de valeurs… il ne s'agit donc pas de suppression physique, ni de fauves sanguinaires massacrant les faibles, mais d'une pensée, l’Éternel Retour, destinée à proposer dans l’avenir un mode de pensée qui devrait produire une éthique renouvelée, une éthique sans ressentiment, d’où les valeurs des faibles seraient supprimées, et donc les faibles aussi. C’est une sélection des valeurs, tout comme le christianisme a imposé un système de valeurs refoulant les possibilités d’hommes qui ne soient pas chrétiens ; le christianisme a donc, selon Nietzsche, supprimé les forts, les heureux :
« Il ne faut vouloir ni enjoliver ni excuser le christianisme : il a mené une guerre à mort contre ce type supérieur de l'homme, il a mis au ban tous les instincts fondamentaux de ce type, il a distillé de ces instincts le mal, le méchant : — l'homme fort, type du réprouvé. ».

### La vie par l’esprit
En opposition à la sélection égalitariste du christianisme, Nietzsche, dans ce texte, met en avant l'importance d'une aristocratie de l'esprit, à l'écart du pouvoir politique. Cette culture élitiste de l'homme n'est possible que si l'on écarte les causes de négation de l'existence : il n'est pas possible de cultiver l'homme dans ce monde, si des valeurs morales et métaphysiques comme la pitié ou l'égalitarisme jugent ce monde vain et mauvais :
« L'aristocratisme de sentiment a été le plus souterrainement miné par le mensonge de l'égalité des âmes, et si la foi en les « droits du plus grand nombre » fait des révolutions, et fera des révolutions, c'est, n'en doutons pas, le christianisme, ce sont les appréciations chrétiennes qui transforment toute révolution en sang et en crime ! »
La culture ne peut qu'être immanente, et Nietzsche désigne du mot de nihilisme tout critère supérieur par lequel on jugerait la vie comme de l'extérieur :
« Cet empoisonnement va beaucoup plus loin qu'on ne le pense : j'ai trouvé l'instinct théologique de l'orgueil partout où aujourd'hui on se sent « idéaliste », partout où, grâce à une origine plus haute, on s'arroge le droit de regarder la réalité de haut, comme si elle nous était étrangère.. L'idéaliste, tout comme le prêtre, a toutes les grandes idées en main (et non seulement en main !), il en joue avec un dédain bienveillant contre la « raison », les « sens », les « honneurs », le « bien-être », la « science », il se sent au-dessus de tout cela, comme si c'étaient des forces pernicieuses et séductrices, au-dessus desquelles « l'esprit » plane en une pure réclusion : comme si l'humilité, la chasteté, la pauvreté, en un mot, la sainteté, n'avaient pas fait jusqu'à présent beaucoup plus de mal à la vie que n'importe quelles choses épouvantables, que n'importe quels vices… ».
Le nihilisme de la pitié est lui aussi un instrument de destruction de l'homme, instrument qui dévalorise les passions, les pulsions, la fierté, l'égoïsme sain d'une vie heureuse dans ce monde.
Or, si les passions, les pulsions, et l'égoïsme se présentent d'abord sur Terre d'une manière violente et brutale, c'est pourtant sur cette base que l'homme devient capable d'investir son activité dans des formes de culture supérieure, comme l'art et la pensée : ce que propose donc Nietzsche, c'est de reconnaitre que l'homme est moralement et radicalement mauvais, mais que le « bien » peut en naitre à condition d'éduquer l'homme à partir de son caractère mauvais, i.e. son animalité qui était niée par la morale et la religion :
« Le pur esprit est le pur mensonge. »
Ainsi, si le système des castes est le commencement de la culture, ce système autoritaire et hiérarchique finit par produire une intériorisation de la distance entre les hommes, et crée un besoin de distinction dont les hommes vivants par l'esprit sont le résultat le plus élevé ; la vie par l'esprit est ainsi la vie la plus forte, celle qui a le plus de valeur :
« Seuls les hommes les plus intellectuels ont le droit de la beauté, de l’aspiration au beau, eux seuls sont bonté et non point faiblesse. »
« Ils sont la classe d’hommes la plus honorable et cela n’exclut pas qu’ils soient en même temps la plus joyeuse et la plus aimable. »
« Les intellectuels qui sont les plus forts… »

### Le problème de l’avenir de l'homme
À long terme, le développement d'une « caste » d'hommes vivants par l'esprit permet d'envisager l'avènement d'un type d'homme délivrés du ressentiment et du nihilisme, et qui seraient comme une sorte de Surhomme :
« Je ne pose pas ici ce problème : qu'est-ce qui doit remplacer l'humanité dans l'échelle des êtres (— l'homme est une fin —) ? Mais : quel type d'homme doit-on élever, doit-on vouloir, quel type aura la plus grande valeur, sera le plus digne de vivre, le plus certain d'un avenir ? »
Ainsi, la grande question de Nietzsche, au-delà de la polémique contre le christianisme, est-elle de s'assurer d'un avenir où l'homme aurait surmonté ses conflits religieux et moraux nihilistes, ce qui veut dire également considérer la perspective d'un avenir où l'humanité aurait aboli le fanatisme et pourrait se consacrer à la création de soi, à la connaissance, à l'art, dans une vie quasi utopique qui tirerait sa valeur d'elle-même.

## L'Antéchristdans l'art
Richard Strauss a composé en 1915 Une Symphonie Alpestre qu'il affirme, dans son journal, avoir été inspirée par la lecture de l'ouvrage de Nietzsche.